# Helen Kristt Radin
Helen Kristt Radin (* 7. Dezember 1933 in New York City; † 13. Dezember 2007) war eine US-amerikanische Filmproduzentin.

## Leben

### Familie
Helen Kristt war eine Tochter von David und Olga Lewit Kristt und hatte zwei ältere Schwestern, Vivian Lewit Salit und Lita Kristt-Stein. Sie gehörte zur ersten US-amerikanischen Generation einer aus Europa stammenden Familie jüdischen Glaubens. Sie heiratete Harris Radin, mit dem sie eine Tochter adoptierte. Nach der Trennung von ihrem Mann wurde sie alleinerziehende Mutter. 1976 adoptierte sie eine weitere, aus Bangkok stammende, Tochter.

### Werdegang
Helen Kristt Radin besuchte das Hunter College in ihrer Geburtsstadt New York. Ende der 1950er Jahre zog sie in die Upper West Side. Von 1957 bis 1959 arbeitete sie als Regieassistentin bei Dynamic Films. Ab 1959 war sie Vizepräsidentin des von Lee R. Bobker geleiteten New Yorker Filmproduktionsunternehmens Vision Associates, Inc. Ihre erfolgreichste Produktion war The Odds Against, ein 1966 im Auftrag des Institute of Corrections der American Foundation entstandener Dokumentar-Kurzfilm über den amerikanischen Strafvollzug. Gemeinsam mit Regisseur Bobker wurde Radin für ihre Leistung als Produzentin dieses Films bei der Oscarverleihung 1967 in der Kategorie „Bester Dokumentar-Kurzfilm“ nominiert. In Zusammenarbeit mit Bobker entstanden weitere Arbeiten, unter anderem biografische Fernsehfilme über Isaac Stern und Leonardo da Vinci. Die Produktion von I, Leonardo: A Journey of the Mind brachte Radin 1983 eine Nominierung für den Emmy in der Kategorie „Outstanding Informational Special“ ein. Insgesamt war sie 35 Jahre lang in der Filmbranche tätig.
Radin engagierte sich auch in der jüdischen Gemeinde ihres Stadtteils, B’nai Jeshurun, wo sie 1995 die Leitung des Rabbiner-Büros übernahm. Sie starb 2007 im Alter von 74 Jahren.

## Filmografie (Auswahl)
- 1966: The Odds Against (Dokumentar-Kurzfilm)
- 1967: The Mind-Benders: LSD and the Hallucinogens (Dokumentar-Kurzfilm)
- 1983: I, Leonardo: A Journey of the Mind (Fernsehfilm)
- 1993: Isaac Stern: A Life - A Biography in Music (Fernsehfilm)
- 2005: The Artist und The Scientist in der Video-Reihe Da Vinci & Mysteries of the Renaissance